# Albert Scott Crossfield
Albert Scott Crossfield [álbert skôt krôsfiled], ameriški mornariški častnik, vojaški pilot, preizkusni pilot in inženir, * 2. oktober 1921, Berkeley, Kalifornija, ZDA, † 19. april 2006, blizu Atlante, Georgia, ZDA.
Crossfield je 20. novembra 1953 postal prvi človek, ki je dosegel dvakratno hitrost zvoka z Douglas D-558-II Skyrocket.